# Neusberen
Neusberen (Nasua) zijn een geslacht van insectivore zoogdieren uit de familie kleine beren (Procyonidae). 

## Kenmerken
Neusberen hebben een lange staart die rechtopstaat wanneer ze lopen, en vaak geringd is. De neus is vrij lang en steekt ver over de bovenkaak uit. De lichaamslengte bedraagt, inclusief staart, 100 tot 120 cm, waarbij de staart al de helft van de totale lichaamslengte inneemt. Het gewicht kan variëren van 5 tot 12 kg.

## Leefwijze
Behalve insecten eten ze ook fruit en paddenstoelen, maar ook hagedissen, vogelspinnen en krabben staan op het menu, die ze met hun klauwen uit hun holen graven. Ze zijn niet genegen om hun voedsel te delen met soortgenoten en zullen dit ook hardnekkig verdedigen. Op zoek naar insecten, draaien ze stenen om.

## Verspreiding en leefgebied
Neusberen komen voor van het noorden van Argentinië tot het zuiden van Arizona. 
De Nelson-neusbeer, die enkel op het Mexicaanse eiland Cozumel voorkomt, werd vroeger onderscheiden als een aparte derde soort (Nasua nelsoni), maar wordt nu meestal beschouwd als een ondersoort van de witsnuitneusbeer. De nieuwe wetenschappelijke naam is dan Nasua narica nelsoni.

## Soorten
Er worden drie soorten in dit geslacht geplaatst:
- Nasua narica – Witsnuitneusbeer
- Nasua nasua – Rode neusbeer
- Nasua olivacea – Kleine neusbeer